# 菲奥雷洛·拉瓜迪亚
菲奥雷洛·亨利·拉瓜迪亚（英語：Fiorello Henry La Guardia，1882年12月11日—1947年9月20日），意大利裔美國人、政治人物，美国共和党黨员，曾任美国众议员（1917年-1919年、1922年-1933年）、纽约市市长（1934年-1945年）和联合国善后救济总署总干事（1946年）。
拉瓜迪亚是美国总统富兰克林·德拉诺·罗斯福“新政”的强力支持者，因成功领导纽约市从大萧条中复苏而闻名全国，纽约都会区三大机场之一的拉瓜迪亚机场以他的名字命名。